# Lateralt tänkande
Lateralt tänkande  är en kreativ problemlösningsmetod som innebär att man angriper problem från nya och ovanliga perspektiv. Att så att säga tänka på tvärs, istället för rakt fram. Begreppet myntades av Edward de Bono i hans bok The Use of Lateral Thinking från 1967 och utvecklades vidare i Lateral Thinking från 1970. 
Det är en viktig komponent inom kreativitet och innovation, och det kan appliceras inom många områden såsom vetenskap, konst, affärer och vardagliga problem. Ett exempel på lateralt tänkande är brainstorming.

## Metod
Lateralt tänkande handlar mycket om att hitta nya infallsvinklar på ett problem. Det kan inkludera att göra om problemet, ställa annorlunda frågor, använda sig av analogier, och att associera mellan olika idéer och koncept som inte nödvändigtvis verkar ha en direkt koppling till problemet i fråga. Jämfört med traditionell problemlösning läggs därför mer tid på att fundera på olika sätt att betrakta problemet innan man ger sig in i själva arbetet med att hitta lösningar.  
De Bono nämner Salomons dom som ett exempel på lateralt tänkande, där kung Salomo löser en tvist om ett barns föräldraskap genom att först kräva att barnet ska skäras i hälften och sedan tolka de trätandes reaktioner. Edward de Bono kopplar också lateralt tänkande till humor, och hävdar att det innebär en övergång från ett välbekant mönster till ett nytt, oväntat. De överraskande förslagen genererar skratt och ny insikt, som i sin tur underlättar att se nya tankemönster.
Lateralt tänkande står i motsats till vertikalt tänkande. Poängen med det laterala tänkande är att hitta många lösningar eller synsätt medan det vertikala tänkandets syfte är att finna den bästa lösningen. Förhållandet mellan lateralt och vertikalt tänkande är alltså komplementärt, båda behövs till exempel i en problemlösningsprocess. 